# Age of the Dragons
Pour plus de détails, voir Fiche technique et Distribution.
Age of the Dragons est un film américain réalisé par Ryan Little et sorti d'abord au Royaume-Uni le 4 mars 2011, puis à la télévision aux États-Unis le 30 juillet 2011 sur Syfy.
Il s'agit d'une interprétation libre du roman de Herman Melville : Moby Dick, dans lequel un grand dragon blanc remplace le cétacé.

## Synopsis
Dans une période médiévale, deux harponneurs s'engagent sur le Péquod d'Achab pour chasser les dragons. Mais ce dernier est en quête du grand dragon blanc.

## Fiche technique
- Réalisation : Ryan Little
- Scénario : McKay Daines, d'après une histoire de Gil Aglaure et Anne K. Black, inspiré du roman de Herman Melville
- Musique : J Bateman
- Producteur : Gil Aglaure, Devin Carter, McKay Daines, Steven A. Lee, Joe Pia et Peter Urie, Fred Huet
- Production : KOAN et Metrodome Distribution
- Distribution : KOAN et Metrodome Distribution
- Langue : Anglais
- Pays de production :  États-Unis
- Durée : 91 minutes
- Date de sortie : 4 mars 2011

## Distribution
- Danny Glover (VF : Saïd Amadis) : Ahab
- Vinnie Jones : Stubbs
- Corey Sevier : Ishmael
- Sofia Pernas : Rachel, la fille adoptive d'Ahab
- Larry Bagby : Flask
- Kepa Kruse : Queequeg
- David Morgan : Starbuck
- Raphael Cruz (en) : Ahab jeune
- Yanique Bland : Sœur d'Ahab
- Wayne Brennan : Elijah
- McKay Daines : Peter Coffin
- John Lyde : Tashtego
- Scott Chun : Daggoo
- Amy Micalizio : Serveuse de bar
- Brianne Aglaure : Serveuse de bar
- Brandon Anderson : Client du bar
- Christian Purser : Client de bar
- Ryan Don Devey : Client de bar
- Valeria Madsen : Cliente de bar
- Preston Gibbs : Client de bar
- Mark Oliphant : Client de bar
- Gloria Hansen : Cliente de bar
- Ross Howard : Client de bar
- David Turley : Client de bar
- Chris Larsen : Client de bar
- Nathan Harward : Client de bar
- Erik Madsen : Client de bar
- Erich Cannon : Client de bar

## Lieu de tournage
Si aucune scène ne s'est tournée sur place, on aperçoit clairement dans les débuts du film, avec un effet d'enneigement sur une photo, le village perché de Gordes dans le Vaucluse (France). Cette image est censée représenter une vue éloignée du village depuis lequel les héros s'embarquent pour la chasse aux dragons. Les images suivantes, à l'intérieur du "village", n'ont plus aucun rapport avec l'architecture locale.